# Vang, Innlandet
Vang este o comună din provincia Innlandet, Norvegia.
Se află cu cel mai înalt punct în Vestre Kalvehøgde[*], la 2.207,5 m. Are o suprafață de 1.505,45 km². Populația este de 1.636 locuitori, determinată în 1 ianuarie 2023, prin Folkeregisteret[*].